# Friedhof Mahndorf
Der Friedhof Mahndorf in Bremen-Hemelingen, Ortsteil Mahndorf, Mahndorfer Deich 28, ist städtisch und stammt von 1930.

## Geschichte

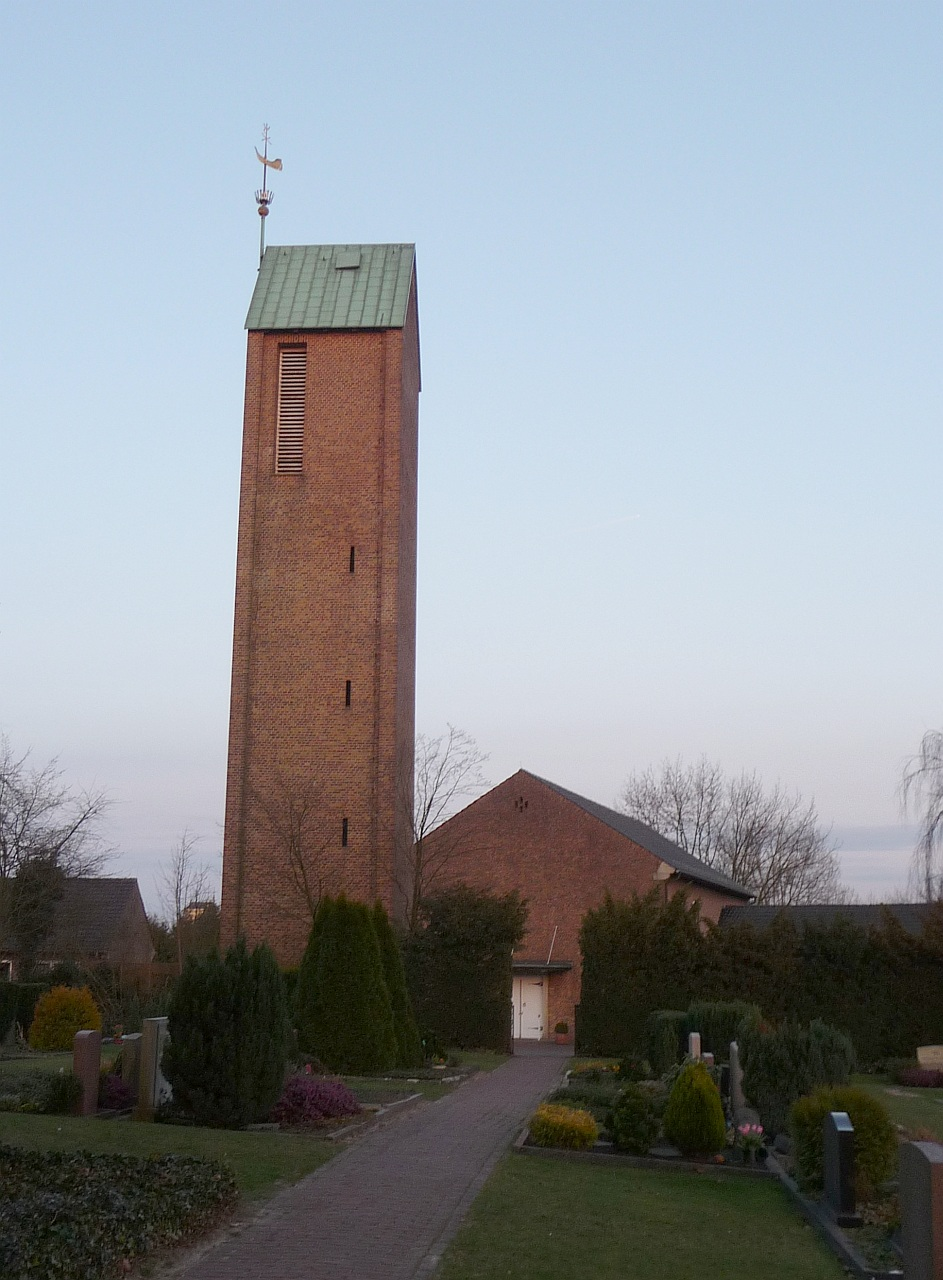
Kirche St. Nikolai und der Friedhof

Mahndorf war bis 1939 ein großes Dorf in der preußischen Gemeinde Hemelingen. Die Einwohnerzahl nahm aufgrund der Industrialisierung von Hemelingen in den 1920er Jahren stark zu, sodass die bisher vorhandene Begräbnisstätte nicht ausreichte.
Der 3,5 ha große Friedhof und die Kapelle wurden 1930 im Süden an der niedersächsischen Grenze gebaut und später erweitert. Sehr unterschiedliche Grabsteine kennzeichnen den Friedhof.
Das Ehrenmal für die Gefallenen beider Weltkriege ist in der Nähe der Kapelle.
Mit den Buslinien 36, 40, 41 und 41S ist der Friedhof erreichbar. Eingänge sind am Mahndorfer Deich und von der ev. Kirche St. Nikolai von 1965, Mahndorfer Deich 48.